# Perdón General de 1522
El Perdón General de 1522, también conocido como Perdón de Todos los Santos, fue un documento promulgado el 1 de noviembre de 1522 por el rey Carlos I de España. En él se otorgaba un perdón general a todos los que habían participado en la revuelta de las Comunidades, a excepción de unas 293 personas cuyo grado de implicación en los hechos había sido importante.

## Preparación del documento
La llegada del monarca a la península el 16 de julio de 1522 significó un recrudecimiento en los mecanismos de represión de los comuneros castellanos vencidos. No obstante, por ese entonces también comenzó a pensarse en la Corte que la promulgación de un perdón general del que quedasen excluidos los mayores responsables de la rebelión sería una buena opción.
La decisión fue tomada sin dilación, pero la preparación del documento y sus cláusulas, tarea encomendada al secretario Francisco de los Cobos, tardó tres meses en concluirse. Cobos sugirió que se anulasen o al menos restringiesen los privilegios que gozaban las ciudades comuneras, como Zamora, que en las Cortes se adjudicaba el derecho de hablar en nombre de Galicia.
Pero ni esta ni otras medidas, que contemplaban el traslado de la Chancillería fuera de Valladolid o la anulación de las ferias de Medina del Campo, fueron recogidas en el documento. Se comprendió que su aplicación supondría el renacer del descontento y la indignación generalizada, por lo que fueron rechazadas.
Todas las discusiones en torno a esas problemáticas fueron resueltas conjuntamente por el Consejo Real y los colaboradores de Carlos I, sin participación alguna de los antiguos virreyes. El 28 de octubre de 1522 el rey firmó el documento y la totalidad del Consejo Real se aprestó a ratificarlo. Arnao Guillen de Brocar se ocupó de imprimirlo en su oficina tipográfica de Alcalá de Henares, en un sexterno en folio decorado con el escudo xilográfico imperial, y dos heraldos de armas de difundirlo por todas las ciudades de Castilla.

## Proclamación en Valladolid y explicación del documento
Finalmente, el día de Todos los Santos, en la plaza mayor de Valladolid, Cobos dio lectura solemnte al documento. Para esa ocasión se encontró presente el rey, y a su alrededor las figuras más ilustres de la nobleza, el gobierno, y la aristocracia castellana: Álvaro de Zúñiga, duque de Béjar, justicia mayor de Castilla; Antonio de Rojas Manrique, arzobispo de Granada, presidente del Consejo Real; don García de Padilla, clavero de Calatrava; los miembros del Consejo Real; los licenciados Herrera, Ronquillo y Leguizamo, alcaldes de casa y corte, y una gran cantidad de nobles y señores, entre los que se hallaban el condestable Íñigo Fernández de Velasco y Mendoza, Fadrique Álvarez de Toledo y Enríquez, duque de Alba, o Diego López Pacheco y Portocarrero, marqués de Villena, entre otros.
El Perdón de 1522 comenzaba exponiendo los principales acontecimientos que habían tenido lugar en el país desde junio de 1520 hasta la batalla de Villalar, el 23 de abril del año siguiente. A continuación, el rey afirmaba que se mostraría benevolente con las ciudades que habían apoyado la insurrección, perdonándoles, aunque solo en el terreno criminal, los delitos de lesa majestad, los asesinatos, los saqueos etc. La justicia sí recaería sobre los responsables más destacados del movimiento, y los particulares que hubiesen resultado afectados por la revuelta, incluyendo la Corona, podrían exigir indemnizaciones a los responsables.
De acuerdo entonces a su grave implicación en la revuelta, el documento dio constancia de una lista compuesta por 293 comuneros exceptuados del perdón (la mayoría miembros de las clases medias): jefes militares, procuradores y funcionarios de la Santa Junta, de las Juntas locales, eclesiásticos etc. Pedro Laso de la Vega y Pedro Girón, que habían traicionado a la Junta (el segundo de ellos al menos en apariencia) y por ello recibido el perdón por parte de los antiguos virreyes, también aparecieron en esa lista. Esta, pues, estaba encabezada por las personalidades más relevantes (el ya citado Pedro Girón, y el conde de Salvatierra Pedro López de Ayala) y terminaba con tres criados y vasallos del duque de Nájera. 
En realidad, la amnistía fue mucho más limitada, pues no alcanzó a los condenados por rebelión hasta el 28 de octubre de 1522, aun cuando no se hubiera concretado la sentencia. De ese modo, el número de exceptuados se elevó por encima del especificado en el documento. Los oficiales del ejército real que se hubiesen enrolado en las Comunidades tampoco gozaron del perdón, aunque sí en parte los escuderos que habían combatido en Villalar a favor del bando rebelde.